# Челмодеев, Андрей Геннадьевич
Андрей Геннадьевич Челмодеев (бел. Андрэй Генадзевіч Чалмадзееў; род. 13 июня 1989, Брест) — белорусский футбольный тренер.

## Карьера
Начинал тренерскую карьеру в молодёжных командах столичного «Минска» и брестского «Динамо». В январе 2018 года вошёл в тренерский штаб брестского «Руха». В сентябре 2019 года был назначен исполняющим обязанности главного тренера брестского клуба. В декабре 2019 года вернулся к должности ассистента главного тренера. В начале 2022 года брестский клуб прекратил существование, а на базе его молодёжного департамента был основан «Центр футбола», где и продолжил работать специалист.
В январе 2023 года стал начальником команды брестского «Динамо». В марте 2023 года появилась информация, что тренер начнёт руководить дублирующим составом клуба. Вскоре стал главным тренером дублирующего состава брестского «Динамо». В августе 2023 года получил тренерскую лицензию категории «PRO». В сентябре 2023 года, после отставки Александра Юревича, стал исполняющим обязанности главного тренера брестского клуба. В январе 2024 года специалист вернулся в должность главного тренера дублирующего состава динамовцев.